# أحمد صدقي
أحمد صدقي (4 أكتوبر 1916 - 14 يناير 1987) هو ملحن مصري.

## مسيرته
وله العديد من الألحان التي تغنى بها كبار المطربين مثل فتحية أحمد وعبد الحليم حافظ وليلى مراد ومحمد قنديل، كما يعد رائد الأوبريتات الغنائية الموسيقية التي اشتهرت في الاذاعة المصرية لفترة طويلة.

## نشأته
ولد أحمد صدقي في 4 أكتوبر عام 1916م بمدينة العياط بمصر لوالد كان يعمل مأمورا بالبوليس المصري، ظهرت موهبته الموسيقية منذ الصغر فشجعه والده على دراستها، والتحق بمعهد الموسيقي إلى جانب تخرجه من مدرسة الفنون التطبيقية وعين رساما ومثالا بدار الآثار المصرية.
زامل أحمد صدقي الملحن والمطرب الكبير محمد عبد الوهاب حلمى والذي كان الدافع والرائد لأحمد في دراسة الموسيقى فقد كان محمد عبد الوهاب حلمي يصطحب معه زميله أحمد في الحفلات الأسرية التي كان يشترك فيها بالغناء، ولقد ذكر أحمد في أحاديثه بالراديو والإذاعة والتلفزيون انه كان يعمل كمردد (عضو كورس) مع صديقه وزميله، كما ذكر أحمد أن غناء محمد عبد الوهاب لألحان سيد درويش أثناء عملهما في أتيليه مدرسة الفنون التطبيقية هو الذي حببه في الموسيقى عامة وفي التلحين خاصة.

## مشواره الفنى في التلحين
كان أحمد صدقي يعتز بشرقيته في الالحان ويقول ان أهم ما ميز الأسلوب المصري هو قفله كل حركة في الحركات الغنائية والتي أجادها خاصة عندما لحن طاير ياحمام للفنانة نجاة الصغيرة وعصمت عبد العليم مع التغيير الذي يراه وكانت أشهر أغنية لنجاة علي من الحانة سلم علي قلبي، وشهر زاد، البخت، كما لحن أحمد صدقي أغنية أمجاد ياعرب أمجاد للفنان كارم محمود.
ولمعرفته باللغة الهيروغليفية لحن للإذاعة برنامج عن وفاء النيل ومن يومها احتضنته الإذاعة وكان له النصيب الأكبر في تلحين برامجها الغنائية التي نجحت نجاحا كبيرا ومنها راوية قمر الزمان، ام شناف، عوف الاصيل، قطر الندي، الشاطر حسن،  سوق بلدنا، فرحة رمضان، وللمسرح الاستعراضي لحن أحمد صدقي ليلة من الف ليلة، وزباين جهنم، وياليل ياعين، والتي عرضت في موسكو ونالت اعجاب العالم كله.
وفى السينما شارك أحمد صدقي بعدد من الأعمال فكان أول ألحانه لرجاء عبده أغنية ياهناوه حبي من فيلم ليت الشباب عام 1948م، وكانت اغنيتي الميه والهوا، ورايداك للفنانة ليلي مراد في فيلم شاطيء الغرام هما العامل الأكبر في شهرة أحمد صدقي كملحن الي جانب تخصيص ركن الريف في الاذاعة له فغني بصوته الصباح النادي،  ياقمر طالعة، كما لحن أحمد صدقي عدد من الأغانى الوطنية خاصة أغانى 23 يوليو، ع الدوار للفنان محمد قنديل، وموكب التحرير لكارم محمود، كما لحن عدد من أغانى الافراح مثل أغنية قيدولي شمعتي للمطربة فايدة كامل، وأغنية وكتبوا كتابك للفنانة نازك التي لحن لها أيضا رائعة انا والنجوم، كما لحن 42 فيلما سينمائيا للفنانة شادية وهدى سلطان ونور الهدى وصباح وليلي مراد وعبدالغني السيد، ومن اروع اغانيه الدينية مدح الرسول، ورسول الحق.

## أحمد صدقى والنحت
ولموهبته في فن النحت وعشقه له بجانب الموسيقى نال جائزة مختار عن تمثال الفلاحة المصرية وقام بعمل تمثال محمدين النوبي الذي اشتراه ملك مصر فؤاد الاول اعجابا به كما حصل علي عدة جوائز وشهادات تقدير خاصة من الزعيم أنور السادات كشهادة الجدارة.

## وفاته
توفى في 14 يناير عام 1987م عن عمر يناهز الواحد والسبعين.